# شهباز شریف
میان‌محمد شهباز شریف (انگلیسی: Mian Muhammad Shehbaz Sharif (به اردو: میاں محمد شہباز شریف)؛ زادهٔ ۲۳ سپتامبر ۱۹۵۱ سیاستمدار اهل پاکستان است که هم‌اکنون به‌عنوان بیست و چهارمین نخست‌وزیر پاکستان از مارس ۲۰۲۴ خدمت می‌کند. او از آوریل ۲۰۲۲ تا اوت ۲۰۲۳ نیز به‌عنوان بیست و سومین نخست‌وزیر پاکستان فعالیت می‌کرد. وی همچنین از ۸ ژوئن ۲۰۱۳ تا ۸ ژوئن ۲۰۱۷ به عنوان وزیر ارشد دولت در پنجاب در حال خدمت بوده است.

## خانواده و زندگی

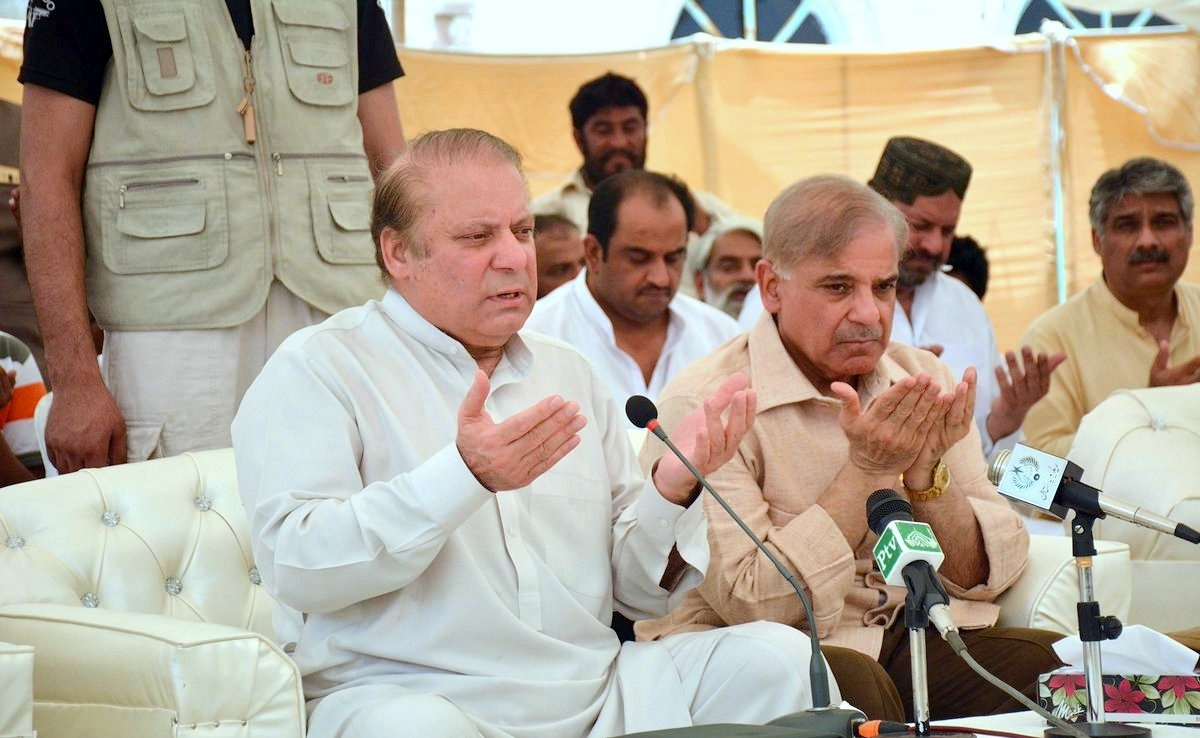
شهباز شریف در کنار نواز شریف نخست وزیر سابق پاکستان

خانواده شریف از نظر سیاسی خانواده برجسته‌ای است. او پسر میان‌محمد شریف (بنیانگذار گروه اتفاق) و برادر کوچکتر نواز شریف، نخست‌وزیر سابق پاکستان است.
شهباز شریف در ۲۳ سپتامبر ۱۹۵۱ در لاهور، پنجاب، پاکستان زاده شد. پدرش محمد شریف یک بازرگان و صنعتگر نیمه مرفه بود. خانواده او از آنتانگن کشمیر برای کسب و کار مهاجرت کرده بودند و در آغاز سده بیستم در روستای جوتی عمره در منطقه امریتسار پنجاب مستقر شدند. خانواده مادری او اهل پولواما بود. پس از جنبشی که به رهبری محمدعلی جناح در سال ۱۹۴۷ برای تأسیس کشور پاکستان به راه افتاد والدینش از آمریتسار به لاهور مهاجرت کردند.
شهباز شریف مدرک کارشناسی خود را از دانشگاه دولتی لاهور دریافت کرد. پس از پایان تحصیلات دانشگاهی گروه «اتفاق» را تأسیس کرد و وارد کسب‌وکار خانوادگی شد. هم‌اکنون سهام‌دار یک شرکت فولاد است و املاک زیادی در داخل و خارج از پاکستان دارد.

## سیاست
شهباز شریف در سال ۱۹۸۸ به عنوان نماینده وارد مجلس ایالتی پنجاب شد و در سال ۱۹۹۷ به مقام سر وزیر ایالت پنجاب رسید. پس از کودتای نظامی پرویز مشرف در سال ۱۹۹۹ به زندان افتاد و در سال ۲۰۰۰ به عربستان سعودی تبعید شد. او در سال ۲۰۰۷ به پاکستان بازگشت و فعالیت سیاسی خود را در پنجاب از سر گرفت و در سال ۲۰۰۸ بار دیگر سر وزیر این ایالت شد. شهباز شریف این مقام را بار دیگر در سال ۲۰۱۳ به‌دست آورد. تا اینکه در انتخابات سال ۲۰۱۸ حزب مسلم لیگ شکست خورد.
در سال ۲۰۱۷ پس از آنکه که نواز شریف به اتهام پنهان‌کاری دارایی‌ها (که در اسناد پاناما فاش شدند) به زندان افتاد شهباز شریف ریاست شاخه نواز مسلم لیگ را برعهده گرفت. در دوره عمران‌خان هم شهباز شریف متهم به فساد شد اما جرمی علیه او ثابت نشد.
شهباز شریف رابطه نزدیکی با ارتش پاکستان، دولت چین، و نارندرا مودی دارد.

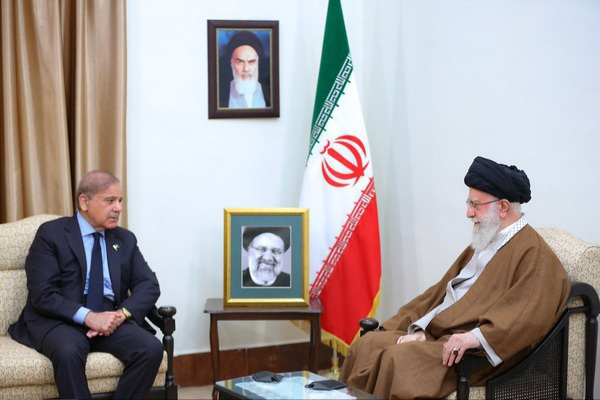
دیدار شهباز شریف نخست وزیر پاکستان با رهبر ایران در ۱۴۰۳

## سمت‌ها
- در سال ۱۹۸۵ به‌عنوان رئیس اتاق بازرگانی و صنعت لاهور انتخاب شد.
- در ۱۹۸۸ به‌عنوان عضو شورای استان پنجاب انتخاب شد.
- در سال ۱۹۹۰ در مجلس ملی انتخاب شد.
- بار دیگر در ۱۹۹۳ در شورای پنجاب انتخاب و به‌عنوان رهبر اپوزیسیون معرفی شد. شریف در ۱۹۹۷ برای سومین بار انتخاب شد و به‌عنوان وزیر ارشد پنجاب در ۲۰ فوریه ۱۹۹۷ سوگند یاد کرد.
- پس از اینکه یک کودتای نظامی در ۱۹۹۹ دولت را عزل کرد شریف چند سال را به خود تبعیدی در عربستان گذراند و در سال ۲۰۰۷ به پاکستان بازگشت.
- پس از پیروزی پی ام‌ال-ان در ایالت پنجاب در انتخابات سراسری ۲۰۰۸ شریف به‌عنوان وزیر ارشد در دور دوم منصوب شد. او در سال ۲۰۱۳ برای سومین بار به‌عنوان وزیر ارشد پنجاب انتخاب شد.
- شریف رئیس لیگ مسلمانان پاکستان نیز است.
- نامزد نخست‌وزیری پاکستان از ژوئیه ۲۰۱۷
- بیست‌ و سومین نخست‌وزیر پاکستان از آوریل ۲۰۲۲ پس از عمران خان